# ريتشارد س. شتاينر
ريتشارد س. شتاينر (بالإنجليزية: Richard C Steiner) هو لغوي أمريكي، ولد في 1945 في نيويورك في الولايات المتحدة.